# Sergio Zárate
Sergio Fabián Zárate Riga (Haedo, 14 ottobre 1969) è un procuratore sportivo ed ex calciatore argentino, di ruolo attaccante.

## Biografia
Ha quattro fratelli, di cui tre anche loro calciatori: Ariel, Rolando e Mauro.
Da giocatore veniva soprannominato El Raton (il topo, in spagnolo) per la sua scaltrezza. Fu preso di mira dalla Gialappa's Band per le sue prestazioni in campo; inoltre fu accostato a Paolo Belli ed Alvaro Vitali per somiglianze fisiche e di mimica facciale.

## Carriera
Cresciuto nelle giovanili del Vélez Sarsfield, ha proseguito la carriera in vari paesi, tra cui Germania, Italia e Messico, con alterna fortuna. Nella stagione 1992-1993 ha giocato in Serie A nell'Ancona, segnando 2 reti (le uniche nella sua carriera italiana) al Foggia di Zdeněk Zeman.
Zárate vanta anche una presenza con la nazionale argentina.

## Statistiche

### Cronologia presenze e reti in nazionale
| Cronologia completa delle presenze e delle reti in nazionale ― Argentina | Cronologia completa delle presenze e delle reti in nazionale ― Argentina | Cronologia completa delle presenze e delle reti in nazionale ― Argentina | Cronologia completa delle presenze e delle reti in nazionale ― Argentina | Cronologia completa delle presenze e delle reti in nazionale ― Argentina | Cronologia completa delle presenze e delle reti in nazionale ― Argentina | Cronologia completa delle presenze e delle reti in nazionale ― Argentina | Cronologia completa delle presenze e delle reti in nazionale ― Argentina |
| Data                                                                     | Città                                                                    | In casa                                                                  | Risultato                                                                | Ospiti                                                                   | Competizione                                                             | Reti                                                                     | Note                                                                     |
| ------------------------------------------------------------------------ | ------------------------------------------------------------------------ | ------------------------------------------------------------------------ | ------------------------------------------------------------------------ | ------------------------------------------------------------------------ | ------------------------------------------------------------------------ | ------------------------------------------------------------------------ | ------------------------------------------------------------------------ |
| 18-6-1992                                                                | Buenos Aires                                                             | Argentina                                                                | 2 – 0                                                                    | Australia                                                                | Amichevole                                                               | -                                                                        | 46’                                                                      |
| Totale                                                                   |                                                                          | Presenze                                                                 | 1                                                                        |                                                                          | Reti                                                                     | 0                                                                        |                                                                          |

## Palmarès

### Club

#### Competizioni nazionali
- Campionato messicano: 2

Necaxa: 1995-1996
Invierno: 1998
- Supercoppa del Messico: 1

Necaxa: 1995